# 漢克亨利萬年曆
漢克亨利萬年曆是曆法改革的提案之一，它是眾多閏週曆的例子之一，這種曆法是以插入完整的一個星期而不是單獨的一天來保持與太陽年的同步。這是修改之前的普通民用曆與時間（Common-Civil-Calendar-and-Time）的提案。在漢克亨利萬年曆中，日曆上的日期在每一年總是落在相同的周日上。

## 特色

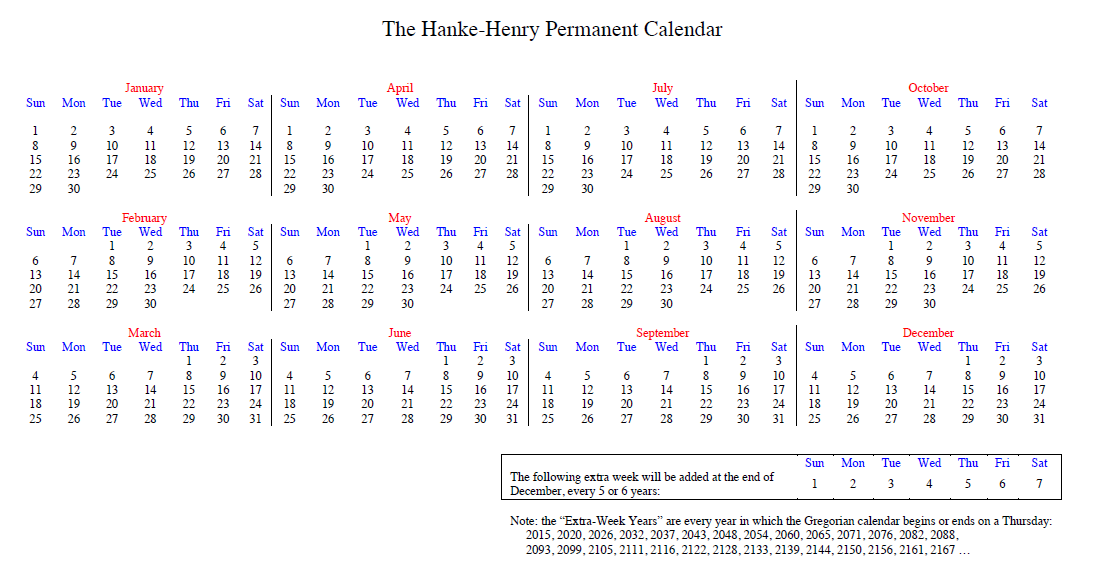
漢克亨利萬年曆的提案

雖然曆法改革的目的在使曆法更為精確，但漢克亨利萬年曆偏重在使日曆成為年曆，以便每一天在任何一年中都是相同的。眾所周知，週日的漂移是因為一年的實際天數（地球繞太陽公轉一圈大約是365.25天）不是7的倍數的事實。漢克亨利萬年曆將平年縮減為364天（52週），消除了週日的漂移，並每隔5或6年添加額外的一週，作為地球的季節變化與繞日公轉的同步。這額外的一週稱為"Xtr（或Extra）"，或稱為"迷你月"，安插在對應的格里曆每一年的開始或結束是星期四的那一年，並且落在12月底和1月初之間。因此，總是開始於格里曆的12月28日至1月3日。
在漢克亨利萬年曆中，1、2、4、5、7、8、10、和11月是30天，而3、6、9、和12月是31天。所以每一季有2個30天的月後續1個31天的月，也就是說漢克亨利萬年曆更動了月的長度，但是每週7天維持不變。作為曆法提案的一部分，將消除時區並以UTC來取代。
亨利認為他的提案將會成功，而別人的則會失敗，是因為它保留了星期的完整性，並完好的遵從猶太教和基督教十誡的第四條誡命（新教：當紀念安息日守為聖日）  。這套曆法不僅敦促自己採用，也試圖讓其他曆法的建議者相信這是有史以來最好的曆法。亨利告訴其他曆法議案的支持者改變為支持C & T。

## 歷史
在2004年，約翰霍普金斯大學的天文學家，迪克亨利修改了羅伯特·麥克萊農的曆法，提出稱為共通民用日曆和時間的提案。這兩個版版在本質上是相同的，但插入的閏週是在6月和7月之間，並稱為"牛頓"。置閏的規則和ISO的規則相同，並盡量的和格里曆年匹配，讓差異減至最少。
他曾主張從2006年1月1日開始施行新曆，因為它的曆法在這一天和格里曆是相同的。過了這一天之後，他建議刪除2006年12月31日，開始進入2007年，或刪除2007年12月30和31日，開始2008年。
在2011年後期，約翰·霍普金斯大學的經濟學家Steve HankeIn 進行了修改，將閏週移至年底，並且重新命名為"Xtra"，成為現今的型態。根據官方的曆法網站敘述，過渡程序的日期開始於2012年1月1日，目標是在2017年1月1日能被普遍的採納。
羅伯特·麥克萊農萬年曆和亨利修改的萬年曆的關鍵區別是用於確定哪一年是閏年的規則變得很簡單。羅伯特的規則類似於格里曆閏年的規則，可以被5整除的年是閏年，但能被40整除的年不是閏年，被400整除的也不是。這一規則的缺點是新的一年相對於格里曆會有前後相差17天的變化（例如，1965年會比格里曆的1965年早11天，但2036年比格里曆的2036年晚6天。），而漢克亨利的規則確保總是在格里曆新的一年的四天內開始新的一年。

## 優點
- 像聖誕節、新年等假日，還有生日在每一年都是相同的星期與週日。
- 日曆本身是永續的，除了需要每隔5或6年加入一個星期，不需要每年更換。
- 每一季都有相同的日數，簡化了財務的計算。這種曆法也會使蘋果公司在2012年第四季的財報不會太難看[4]。
- 不同於許多其它的改革提案，他不會更改每一週的日期。
- 這種曆法每年的1月1日都是星期日。
- 如同在格里曆，無論是星期日到星期日、星期六到星期六、或星期五至星期五永遠都是相隔7天。因為沒有在7天之外添加任何日子，應該不會有人反對宗教團體所關注的每星期的聖日（在星期之外添加一天，會使真正的"七天"休息或崇拜會在周末和平日之間漂移）。

## 缺點
- 與太陽年的結合不如現存的格里曆以及一些曆法改革的精確。
- 為了一些農業上的用途，必須繼續使用格里曆。
- 所有電腦日期的處理必須固定，這將比處理Y2K的問題更為複雜。
- 不符合國際標準，例如ISO 8601，每週從星期一開始，因此也算是週曆。這種曆法可以改變為1月1日落在星期一，而不是星期日的任何一年開始施行。例如，1月1日是星期一的2018年，而不是2012年1月1日是星期日的2012年。
- 閏年的確認比其它曆法改革的建議更為困難，基本上依賴格里曆的星期循環。
- 10月沒有31日，需要將萬聖節移至10月30日。

## 其它曆法改革的建議
- 閏週曆：在某些年份的結尾加上一周。
  - Symmetry454：一個太陽曆的萬年曆，能保存傳統的每週7天，有對稱與相同的四季，並且每個月都從星期一開始。
  - 派克斯曆：另一種閏週曆的企劃案，開始於1930年。
- 世界曆：一年12個月的萬年曆。每季有相同的月分與日數，是1930年代由 Elisabeth Achelis創建的。
- 國際固定曆：一年13個月，每月28天，每年有一天不屬於月份或星期中。也被稱為Cotsworth plan和Eastman plan。

## 外部連結
- Hanke-Henry Permanent Calendar Proposal
- Johns Hopkins press release on C&T
- Slashdot discussion of Dick Henry's C&T （页面存档备份，存于）
- "Is it time to overhaul the calendar? Profs have a plan （页面存档备份，存于）", by Stephanie Pappas, LiveScience Senior Writer, 28 December 2011
- "Proposed calendar would make it same exact day, next year （页面存档备份，存于）", By Elizabeth Weise, USA Today, 29 December 2011
- "Changing Times （页面存档备份，存于）" by Steve H. Hanke and Richard Conn Henry, Cato Institute
- "Proposed New Calendar Would Make Time Rational （页面存档备份，存于）", By Brandon Keim, 28 December 2011
- Press Release: "Time for a Change? Johns Hopkins Scholars Say Calendar Needs Serious Overhaul （页面存档备份，存于）"
- "Taking Calendar Reform Viral （页面存档备份，存于）" by Steve H. Hanke, Cato Institute